# 沃尔夫冈·魏泽
沃尔夫冈·魏泽（德語：Wolfgang Weise，1949年6月12日—），生于莱比锡，德国前男子排球运动员。他曾代表东德国家队参加1972年夏季奥林匹克运动会排球比赛，获得一枚银牌。